# Sberbank CIB
Sber CIB — корпоративно-инвестиционный бизнес, который был создан в рамках интеграции Сбербанка России и инвестиционной компании «Тройка Диалог». Ключевыми направлениями деятельности Sberbank CIB являются корпоративное кредитование (включая торговое финансирование), документарный бизнес, инвестиционно-банковские услуги, торговые операции с ценными бумагами, собственные инвестиции. Банковские продукты и услуги предоставляет Сбербанк. Sberbank CIB предоставляет своим клиентам, в числе которых крупнейшие корпорации, финансовые институты, федеральные и субфедеральные органы власти и организации, интегрированные финансовые решения и услуги финансового советника. До октября 2012 года услуги предоставлялись под брендом «Тройка Диалог». Штаб-квартира Sberbank CIB расположена в Москве.

## История
Компания «Тройка Диалог» основана в 1991 году Петром Дерби, американцем русского происхождения, который в то время возглавлял «ДиалогБанк», один из первых коммерческих банков в новой России. В 1992 году главным исполнительным директором «Тройки» стал Рубен Варданян. С момента своего основания компания имеет аудированную отчётность по МСФО.
В 1993 году в составе «Тройки» создана брокерская компания, которая начала торговлю ваучерами. В период ваучерной приватизации «Тройка Диалог» занимала одно из первых мест в торговле приватизационными чеками, инвестировав к июлю 1994 года свыше 2,3 млн ваучеров своих клиентов.
В 1997 году «Тройку Диалог» купил Банк Москвы. В 1999 году швейцарская инвестиционная корпорация Нansa Aktiengesellschaft приобрела 5% акций «Тройки». В 2002 году «Тройка Диалог» завершила сделку по выкупу пакета акций менеджментом и избрала новый совет директоров.
В 2004 году завершилась сделка по выкупу акций «Тройки Диалог» у Банка Москвы. В результате 95% акций компании перешли в собственность менеджмента компании, 5% остались у швейцарского фонда Hansa AG. «Тройка» приступила к построению новой системы собственности — партнёрства.
В 2006 году «Тройка Диалог» выкупила 5% своих акций у последнего внешнего акционера — Hansa AG — и стала полностью независимой. По данным за 2006 год, компания принадлежала партнёрству, в которое входило более 40 сотрудников; более 70% было у председателя совета директоров Рубена Варданяна. По оценкам самого Варданяна, стоимость компании на декабрь 2006 года превышала $1 млрд.
В 2007 году «Тройка Диалог» запустила новый трейдинг — один из самых крупных и наиболее высокотехнологичных на российском фондовом рынке.
В январе 2008 года компания провела первый международный экономический форум в Москве. Форум Россия становится ежегодным местом встречи российских и международных инвесторов, представителей политической и деловой элиты, экспертов с мировым именем, которые обмениваются идеями и обсуждают наиболее острые экономические, политические, финансовые, социальные и экологические проблемы в формате свободной дискуссии.

### Продажа компании
Летом 2006 года стало известно, что Рубен Варданян ищет покупателя на «Тройку», после того как её менеджеры выкупили 5% акций компании у последнего внешнего акционера — швейцарского фонда Hansa AG. Среди претендентов назывались (в порядке появления информации) JPMorgan Chase, ВТБ и Credit Suisse. В декабре того же года Рубен Варданян в интервью «Ведомостям» сказал, что рассматривает варианты «стратегических альянсов с крупнейшими российскими, европейскими, американскими, южно-африканскими и японскими банками», а также консультируется с Goldman Sachs насчёт возможного IPO «Тройки».
24 января 2007 года на экономическом форуме в Давосе президент ВТБ Андрей Костин заявил, что ведёт переговоры о возможной покупке «Ренессанс Капитала» или «Тройки Диалог». В том же году Варданян в Давосе заявил агентству Reuters, что «Тройка» не планирует листинг и крупные сделки до президентских выборов 2008 года. 23 января 2007 года в интервью «Ведомостям» Варданян заявил, что примерная стоимость компании составляет 2,5-3 млрд долларов США. В начале марта 2009 года было объявлено о продаже 33% «Тройки Диалог» южноафриканскому Standard Bank. Ожидалось, что банк выкупит дополнительную эмиссию российской компании за 200 млн долларов, а российский «Стандарт банк» присоединится к «Тройке».
Первая информация о продаже компании Сбербанку появилась 1 октября 2010 года. Но после длительных переговоров 11 марта 2011 года стало известно, что Сбербанк покупает 100% «Тройки Диалог» за сумму в $1 млрд (кроме того, в зависимости от результатов работы за три года, как ожидалось, партнёры «Тройки» должны были получить вознаграждение). В конце октября 2011 года сделка была одобрена ФАС России. О закрытии сделки было объявлено в январе 2012 года.

### После покупки Сбербанком
В 2012 году в результате интеграции Сбербанка и «Тройки Диалог» создается Sberbank CIB, в который входят подразделения бывшей «Тройки» (департамент инвестиционно-банковской деятельности, департаменты глобальных рынков и структурных продуктов, Sberbank Investment Research), а также департамент по работе с крупнейшими клиентами Сбербанка и Sberbank Merchant Banking.
В 2012 году происходит интеграция бизнесов по управлению активами: объединяются продуктовые линейки и команды управляющих УК Сбербанка и УК «Тройка Диалог» на базе последней. Управляющая компания стала работать под новым именем «Сбербанк Управление Активами» (затем - УК «Сбер Управление активами» и УК «Первая»). В 2022 году управляющая компания была продана компании «Старт», бенефициарными владельцами которой являются несколько физических лиц.
Бизнес по обслуживанию состоятельных частных клиентов был выделен в отдельное направление и осуществляет свою деятельность под брендом Sberbank Private Banking.
К марту 2017 года клиентами CIB были 5714 юрлиц, объём кредитного портфеля по «крупнейшим клиентам» составил 7,4 трлн рублей. Согласно Thomson Reuters, в 2016 году банк стал вторым в России по акционерному капиталу ($531 млн, или 17,1 %) и третьим — по инвестиционно-банковским гонорарам ($36,6 млн, или 10,4 %) и заемному капиталу ($2,2 млрд, или 5,3 %).

#### Скандал с аналитическими отчётами «Газпрома»
В 2018 году в майском отчёте Sberbank CIB о российских нефтегазовых компаниях, авторами которого значатся Александр Фэк и Анна Котельникова, в качестве главных бенефициаров проектов «Газпрома» по строительству экспортных газопроводов в Китай и Европу («Сила Сибири», «Северный поток — 2», «Турецкий поток») были обозначены подрядчики, среди которых «Стройгазмонтаж» Аркадия Ротенберга и «Стройтранснефтегаз» (около 50 % принадлежит Геннадию Тимченко и его семье). После появления данного отчёта из компании были уволены автор отчёта — аналитик Sberbank CIB Александр Фэк и начальник аналитического подразделения Sberbank CIB Александр Кудрин. Впоследствии президент Сбербанка Герман Греф принёс извинения руководителю «Газпрома» Алексею Миллеру и другим фигурам, прямо или косвенно указанным в аналитическом отчёте Sberbank CIB, а именно совладельцу «Стройтранснефтегаза» Геннадию Тимченко, совладельцу «Стройгазмонтажа» Аркадию Ротенбергу, совладельцу ЛУКОЙЛа Вагиту Алекперову), назвав действия работников Sberbank CIB «непрофессиональными» В октябре 2018 года вакантную позицию аналитика занял бывший сотрудник «Роснефти» Андрей Громадин.

## Собственники и руководство
100% акций Sberbank CIB принадлежит ПАО Сбербанк.
В 2012—2016 годах управляющим директором и главным макроэкономистом Sberbank CIB был Е. Е. Гавриленков. В 2016—2018 годы руководителем Sberbank CIB был Игорь Буланцев. Соруководитель Sberbank CIB — Александр Базаров (старший вице-президент Сбербанка).

## Деятельность
В состав Sberbank CIB входят департамент клиентского менеджмента, департамент кредитования, департамент инвестиционной деятельности, департамент глобальных рынков, управление торгового финансирования и корреспондентских отношений, Sberbank Investment Research (аналитическое управление).
Sberbank CIB обслуживает 5714 юридических лиц, объединенных в конгломераты и холдинги, и предоставляет крупнейшим клиентам все виды банковских услуг и долгового финансирования (банковские продукты и услуги предоставляет ПАО Сбербанк): кредитование, проектное финансирование, синдицированное кредитование, структурное финансирование и др.
Департамент инвестиционной деятельности предоставляет услуги мезонинного финансирования, M&A (слияния и поглощения), Advisory (услуги финансового советника) и реструктуризации. В активе команды Sberbank CIB целый ряд успешных сделок, связанных с привлечением финансирования, слияниями и поглощениями, реструктуризацией бизнеса и консультированием ведущих российских и западных компаний.
Услуги на глобальных рынках включают торговые операции с ценными бумагами (акциями, облигациями, инструментами срочного рынка), а также с валютами и контрактами на сырьевые товары. В дополнение к долговым бумагам и акциям Sberbank CIB предлагает клиентам специализированные производные инструменты и структурные продукты, которые применяются для оптимизации стоимости фондирования или в качестве инструмента управления рисками и хеджирования при операциях с процентными ставками, валютами и сырьевыми товарами.
Sberbank Investment Research оказывает аналитическую поддержку по рынкам акций и облигаций в рамках бизнеса глобальных рынков Sberbank CIB. Аналитики проводят стратегические и макроэкономические исследования, а также углубленный анализ деятельности российских компаний, предоставляя инвесторам независимый взгляд на ценные бумаги. Продукты Sberbank Investment Research включают ежедневные обзоры рынков акций и долговых бумаг, обзоры компаний (анализируется около 150 компаний России, Украины, Казахстана, Грузии и Турции), отраслей, а также целый ряд других исследований.
Продукты и услуги Sberbank CIB доступны:
- в собственных офисах в Москве, Нью-Йорке, Лондоне и Никосии[38];
- в 12 территориальных банках Сбербанка по всей России;
- в Sberbank (Switzerland) AG в Швейцарии;
- в Sberbank Europe AG в Центральной и Восточной Европе;
- в DenizBank в Турции.